# Cosenza
Consenza és una ciutat d'Itàlia a la regió de Calàbria, capital de la província de Cosenza, amb 66.800 habitants (2019). Limita amb els municipis d'Aprigliano, Carolei, Casole Bruzio, Castrolibero, Dipignano, Mendicino, Paterno Calabro, Pedace, Piane Crati, Pietrafitta, Rende, Rovito, Trenta i Zumpano.

## Administració
| Període | Identitat          | Partit         |
| ------- | ------------------ | -------------- |
| 2006-   | Salvatore Perugini | Centreesquerra |

## Història

### Edat antiga

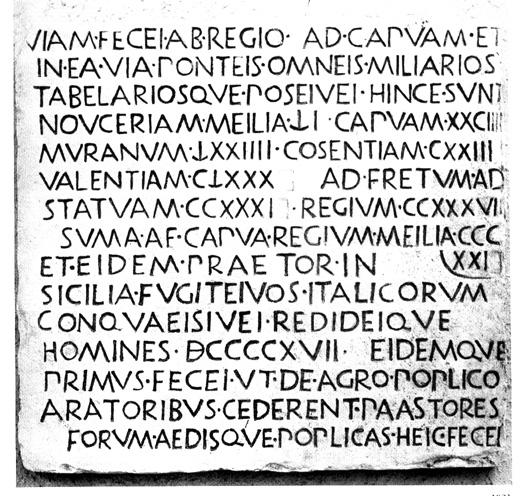
Cosentia és esmentada al lapis Pollae, epígraf romà de d'època republicana

Els orígens de la ciutat es remunten al segle iv aC, quan els brucis varen fundar Cosèntia (o en llatí Consentia) a un turó de la vall del Crati, un lloc considerat estratègic per al control de la zona. La ciutat es va desenvolupar ràpidament i sota el domini bruci va arribar a controlar fins i tot Lucània (l'actual Basilicata) i gairebé totes les ciutats de la Magna Grècia de Calàbria. Estrabó la defineix com la capital dels brucis.
Apareix esmentada a l'expedició d'Alexandre II de l'Epir que segons Livi la va ocupar, però a la mort del rei a Pandòsia, no gaire lluny, era a mans dels brucis i el cos d'Alexandre fou portat a la ciutat, on fou enterrat. A la segona guerra púnica no es va declarar a favor d'Hanníbal i fou ocupada pel general cartaginès Himilcó el 216 aC, però tres anys després la ciutat va retornar a l'aliança amb Roma (213 aC); altre cop va caure en mans dels cartaginesos a data desconeguda i no fou ocupada pels romans fins al 204 aC junt amb Pandòsia i Clampètia. Va patir menys càstig que altres ciutats i va conservar certa importància.
El 40 aC fou assetjada per Sext Pompeu sense èxit. Quan el territori va ser sotmès pels romans, es va convertir en una important lloc d'estada al llarg de la Via Capua-Rhegium. Sota el regnat d'August es va transformar en una ciutat comercial, situació que va perdurar fins a l'època del Baix Imperi Romà. Segons la tradició, el rei dels visigots, Alaric I, després del saqueig de Roma en 410, va baixar cap a Reggio i va morir a les portes de Cosenza i hi és enterrat sota el riu Busento.

### Edats mitjana i moderna

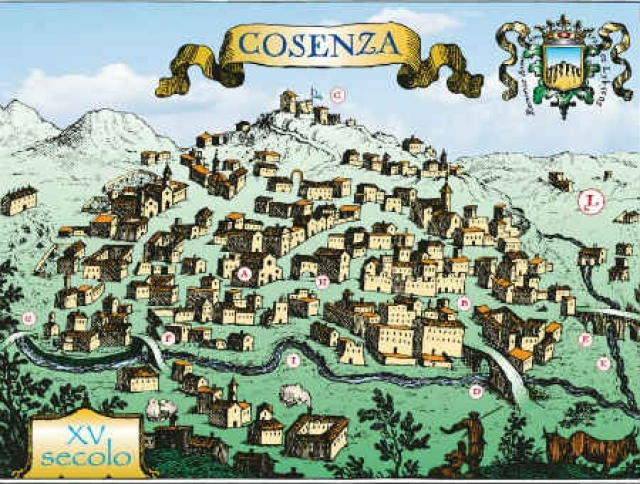
Cosenza a una còpia del famós quadre de l'abat Giovan Battista Pacichelli

Es va convertir en ducat a 568, en els segles viii i ix la ciutat va estar primer sota domini longobard i posteriorment romà d'Orient, en el qual va prendre el nom de Constantia. Al segle x, va patir assetjaments, ocupacions temporals i destruccions per part dels sarraïns (especialment els anys 987 i 1009), fet que va obligar la població a refugiar-se a les muntanyes dels voltants.
Durant el període normand va experimentar un nou període de prosperitat, igual que sota la dinastia dels Hohenstaufen del Ducat de Suàbia, i es trobava entre les ciutats preferides per  Frederic II. Aquesta prosperitat es va aturar degut al suport que va donar Cosenza a Manfred I, oposant-se a la dinastia dels Anjou. Durant el període dels Anjou, encara que manté una certa autonomia, la ciutat va passar per un període fosc, assetjat per la pobresa i el bandidatge. Al segle xv va ser triada per Lluís III de Provença com a lloc de residència, la qual cosa va suposar un major suport per part del Ducat de Calàbria.
Durant el període aragonès, la ciutat va esdevenir la capital de Calàbria citerior, que comprenia, més o menys, l'actual província de Cosenza. En aquest període va néixer l'Acadèmia Cosentina que, especialment sota el lideratge de Bernardino Telesio, va esdevenir una de les principals institucions culturals de la Itàlia Meridional. Durant el segle xvi va haver un impressionant ressorgiment cultural humanístic: en aquells anys, la ciutat va rebre el sobrenom de "Atenes de Calàbria".

### Edat contemporània

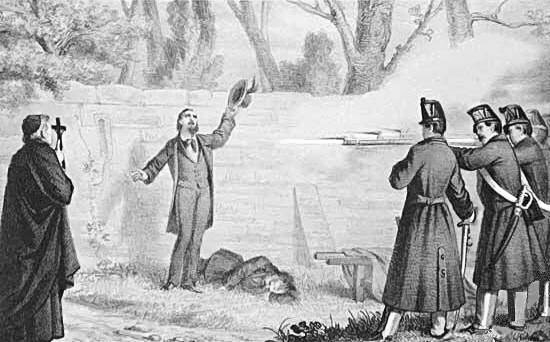
Afusellament dels germans Bandiera

Durant l'època napoleònica Cosenza va viure una un període d'orientació anticlerical i llibertari amb un esperit fortament antiborbó. Durant la Restauració no van faltar iniciatives liberals i patriòtiques que van culminar amb la revolta del 15 de març 1844. En aquesta revolta, els germans Bandiera, al capdavant d'un grup de republicans venecians, varen tractar d'ajudar "els germans de Calàbria" per alliberar-se del jou borbònic.
Durant el període feixista es va donar un extens procés de remodelació i expansió urbana. La ciutat va patir repetits bombardejos durant la Segona Guerra Mundial.

## Llocs d'interès
Centre històric: Cosenza, anomenada també ciutat dels brucis, és una de les ciutats més antigues de Calàbria i sorgeix sobre set turons a la vall del Crati, a la confluència amb el Busento. Antany era coneguda com l'Atenes d'Itàlia gràcies al seu passat cultural, i avui acull el campus universitari més gran d'Itàlia. La ciutat antiga es caracteritza pels seus carrerons costeruts, estrets i tortuosos i en els últims anys tornen a viure una gran vivacitat.
El nucli històric és un dels més bells i antics d'Itàlia: els edificis monumentals, els palaus patronals, el disseny urbà i el laberint de carrers al voltant dels edificis antics i de les esglésies.
Podem destacar el turó Pancrazio dominat pel castell normand Svevo i el pintoresc Corso Telesio que ens puja des de la vall Bussento a la catedral medieval i, encara més amunt, a la plaça XV de Marzo, on es troben el teatre Alfonso Rendano, la biblioteca i l'ajuntament.